# フレデリック・ソマー
フレデリック・ソマー（Frederick Sommer、1905年9月7日 - 1999年1月23日）は、アメリカ合衆国の写真家、美術家である。イタリアに生まれのちアメリカに移住した。
美術評論家ロバートCモーガンによnjjnuvubbjbm hば、ソマーの作品は、アンセル・アダムズのヨセミテ渓谷のエル・キャプタンやハーフ・ムーンと同様に、ソマーがインスタレーションと呼んだ、砂漠の風景に似ていると形容している。初期の作品として、ニワトリやウサギの死骸を撮影した写真作品があるが、それは、単なる残酷さ、嫌悪感を感じさせるだけではなく、それ以外の奇妙な感覚を見る者の一部に与えた。「死」に対する人間が持つ根源的な感覚であるという見方もある。
写真では、他に多重露光したマックス・エルンストの写真も知られている。ソマーは 1999年に死去した。93歳の長命だった。

## 書籍
- デジャ=ヴュ11号（1993年）：特集2・フレデリック・ソマー1939-1981（作品図版15点、その他）
- The Art of Frederick Sommer: Photography, Drawing, Collage, Keith F. Davis, Michael Torosian and April Watson (2005)

## 日本での展覧会
- 1992年10月5日−1992年11月12日：Frederick Sommer/フレデリック・ソマー展（フォト・ギャラリー・インターナショナル）